# Pulvinaria idesiae
Pulvinaria idesiae är en insektsart som beskrevs av Kuwana 1914. Pulvinaria idesiae ingår i släktet Pulvinaria och familjen skålsköldlöss. Inga underarter finns listade i Catalogue of Life.